# Ulrich Nimptsch
Ulrich Sigismund Nimptsch (* 14. Oktober 1672 in Bernstadt, Herzogtum Münsterberg; † 16. Dezember 1726 in Breslau, Fürstentum Breslau) war ein deutscher Mediziner und Mitglied der Gelehrtenakademie Leopoldina.

## Kurzer Lebenslauf
Ulrich Sigismund Nimptsch wurde in der Familie des M. Caspar Nimptsch(en), Diakon der Kirche St. Elisabeth, und seiner Ehefrau Martha, geb. Tambkinin, geboren und hatte noch zwei Brüder.
Nach der Schule studierte er Medizin an der Universität Altdorf und wurde später Stadtarzt in Breslau. Am 3. März 1707 wurde er unter der Matrikel-Nr. 270 mit dem akademischen Beinamen „THEON“ als Mitglied in die Deutsche Akademie der Naturforscher Leopoldina aufgenommen.

## Publikationen (Auswahl)
- Bruederliche Thraenen und Kindlicher Trost, Mit welchem Seine geliebte Eltern ... M. Caspar Nimptschen, Wolverdientenen Diaconum und Subdiaconum der Kirche zu St. Elisabeth allhier in Bresslau Und Fr. Martham gebohrner Tambkin, In Dero hohem Betruebnuess, Als Sie Dero geliebten Mittlern Sohn, Herrn Christian Friedrich, So den 28 Maji dieses 1687sten Jahres ... seeliglich verschieden. Und den 1 Junii ... in Volck-reicher Versam[m]lung bey der Kirche zu St. Barbara ... beerdigten, Kraefftiglich aufrichten und gedachten seinen im Leben liebwerthen Bruder in Abwesenheit des Aelteren wehmuettigst begleiten wollen Der Juengste Bruder Ulrich Sigmund Nimptsch, Bresslau: In der Baumannischen Erben Druckerey, 1687.[4]
- Bey Herrn M. Johann Caspar Nimptschens, Wol-verordneten Diaconi der Kirchen zu St. Bernhardi in der Neustadt, Mit Jungfer Elisabeth (Titul.) Herren Gottfried Hahns, Treu-verdienten Pastoris Primarii und Inspectoris der Evangelischen Kirchen zur Heiligen Dreyfaltigkeit vor Schweidnitz Mittlern Jungfer Tochter, Im Winter Den 27 Novembris Anno 1691 Gluecklich vollzogener Verehligung, Bresslau: In der Baumannischen Erben Druckerey, 1691.[4]
- Disputatio Inauguralis Medica De Agrypnia Sive Vigilia Praeternaturali. Verlag Meyerus, Altdorf 1697.[2]
- Georg Detharding und Ulrich Sigismund Nimptsch: Exercitatio anat. phys. de fontanella infantum, Verlag Kohles, Altdorfium 1695.
- Disp. inaug. med. de agrypnia, sive vigilia praeternaturali[2]
- Exercitatio anat. phys. de fontanella infantum[2]
- Idea Machinæ Hvmanæ in Exercitationibvs Anatomico-Physiologicis delineata / Qvarum Primam Præside Joh. Mavricio Hoffmanno ... placidæ Commilitonum ventilationi ... exhibebit Vlricvs Sigismvndvs Nimptsch Berolstad. Siles. - [Altdorf, 1697].[4]
- Von der verschiedenen Würckung derer Artzeneyen nach der verschiedenen Beschaffenheit des Menschlichen Cörpers, allemand.[4]
- Wolmeinendes Ehren-Mahl/ womit als Der Wohl-Edle ... Herr Ulrich Sigmund Nimptsch/ vor Seinen aufgesetzten Fleiß am 30. Junii A. 1697 die Höchste Doctors-Würde In Arte Et Scientia Medica erhielte.[5]